# Alerão
Alerão (Alerán) foi um conde de origem carolíngia e governante de Narbona. Governou entre 849 e 852. Foi antecedido no governo do condado por Guilherme de Septimânia, tendo sido seguido por Odalrico que também foi conde de Barcelona.